# 東旭川線
東旭川線（日语：／ Higashi-Asahikawa sen */?）是一條由旭川電氣軌道營運的電車路線。該線上只有客運業務。
有關路線概要，參見東川線#概要。

## 路線資料（廢除時）
- 軌距：1067毫米
- 電氣化區間：全線（直流600伏特）
- 列車交會車站：1（愛宕）
- 變電站（水銀整流器式）：旭川追分
- 車廠：旭川追分

## 歷史
- 1929年（昭和4年）12月30日 旭川追分至東旭川市街（後來為二丁目）之間開通[1]
- 1930年（昭和5年）12月26日 東旭川市街至旭山公園之間開通[1]
- 1973年（昭和48年）1月1日 路線被廢除[1][2]

## 運行形態
在旭川追分至龍谷学園前附近，以及終點站旭山公園附近都是使用專用路軌。在路線中段使用混合路權軌道。在混合路權軌道中，部分區間是在道路邊行走，看起來就像專用路軌路段，其他區間則在道路中央行走，就像路面電車路線。另外，由於東旭川線的車輛都是使用重鐵用的大型路面電車，所有車站均設置了月台。
班次方面，旭川追分首班車於6:30開出，尾班車於21:30開出，繁忙時間每30分鐘一班，列車會在愛宕進行列車交會。在非繁忙時間每1小時一班。在旭川追分站，列車會駛入東川線並直通至旭川四條站。旭川追分站至旭川四條站之間兩線合共提供30分鐘一班的服務。從旭川追分至旭山公園之間的行車時間為約25分鐘。由於只有東川線設有貨物運輸業務，因此東旭川線沒有貨物運輸業務。

## 車站列表
*：在廢線前已廢除的車站
旭川追分 - 南端通* - 龍谷學園前 - 南中通* - 墓地前 - 西一條* - 愛宕 - 永山通* - 一丁目 - 二丁目 - 德巖寺前* - 役場前 - 東番外地* - 四丁目 - 豐田* - 五丁目 - 六丁目* - 旭山公園

## 接續路線
- 旭川追分：旭川電氣軌道東川線

## 注腳
1. 1 2 3  今尾惠介 監修《日本鐵道旅行地圖帳 全線 全站 全廢線 1號 北海道》新潮社 p.45
2. ↑  . 鐵道迷（日语：鉄道ファン (雑誌)） (交友社). 1995-08, 35 (8): 64–65 （日语）.
3. ↑  星良助「旭川電氣軌道」223號，1969年發行，1976年復刻，21頁，22頁。